# Liste der Monuments historiques in Olizy-Primat
Die Liste der Monuments historiques in Olizy-Primat führt die Monuments historiques in der französischen Gemeinde Olizy-Primat auf.

## Liste der Immobilien
| Bezeichnung                   | Beschreibung                    | Standort                     | Kennzeichnung | Schutzstatus | Datum | Bild           |
| ----------------------------- | ------------------------------- | ---------------------------- | ------------- | ------------ | ----- | -------------- |
| Kirche Saint-Pierre-aux-Liens | aus dem 15. und 16. Jahrhundert | Olizy, rue de l’Aisne (Lage) | PA00078480    | Classé       | 1913  | weitere Bilder |

## Liste der Objekte
| Bezeichnung | Beschreibung                      | Standort                                           | Kennzeichnung | Schutzstatus | Datum | Bild |
| ----------- | --------------------------------- | -------------------------------------------------- | ------------- | ------------ | ----- | ---- |
| Tür         | Holz, geschnitzt, 15. Jahrhundert | Olizy, in der Kirche Saint-Pierre-aux-Liens (Lage) | PM08000390    | Classé       | 1913  |      |